# Суд Ненецкого автономного округа
Суд Ненецкого автономного округа (нен. Ненэцие" автономной округхы суд) — высший суд общей юрисдикции на территории Ненецкого автономного округа Российской Федерации. Расположен в городе Нарьян-Маре (адрес: улица Смидовича 4).

## Общая информация
Входит в систему судов общей юрисдикции, подотчётен Верховному Суду Российской Федерации. Является апелляционной инстанцией для районных (городских) судов общей юрисдикции Ненецкого автономного округа.

## Компетенция
В соответствии со статьей 20 Федерального Конституционного закона Российской Федерации «О судебной системе Российской Федерации» от 31 декабря 1996 года №1-ФКЗ окружной суд в пределах своей компетенции рассматривает дела в качестве суда первой и апелляционной инстанции, по новым или вновь открывшимся обстоятельствам.
Окружной суд является непосредственно вышестоящей судебной инстанцией по отношению к районным и городским судам, действующим на территории Ненецкого автономного округа.
В качестве суда первой инстанции судом Ненецкого автономного округа рассматриваются гражданские дела, связанные с государственной тайной, об оспаривании нормативных правовых актов органов государственной власти субъектов РФ, затрагивающих права, свободы и законные интересы граждан и организаций, о деятельности политических партий, религиозных организаций, общественных объединений, об оспаривании решений избирательных комиссий субъектов РФ по выборам в федеральные органы государственной власти.

## История

### 1929-1960-й год
Ненецкий окружной народный суд организован в 1929 году, суд подчинялся Народному Комиссариату юстиции РСФСР, а с 1946 года - Министерству юстиции РСФСР
Основными функциями деятельности окружного суда были определены судебная защита и юридическая помощь населению Ненецкого национального округа.
Распоряжением № 62 от 8 марта 1935 года на основании постановления Президиума Северного Краевого Суда от 7 марта 1935 года к промышленной коллегии краевого суда были прикреплены 25 районов, в том числе и Ненецкий округ.
Для судов была установлена среднемесячная нагрузка 250 дел на каждого судью, а количество заседаний каждой судебной тройки не могло быть менее 12 раз в месяц, причем количество дел, рассмотренных в каждом из 12 заседаний, не могло быть меньше 60-ти.
Для рассмотрения дел в кассационной инстанции этим же постановлением были установлены следующие сроки:
- арестантские дела в 3-дневный срок;
- по делам, связанным с отменой карточной системы на хлеб, в 5-дневный срок;
- по закону 7/8 за 1932 г. (хищение социалистический собственности) - 6-дневный срок;
- по делам, связанным с проведением хозполиткомпаний, в 3-дневный срок;
- растрата и кражи - 10-дневный срок;
- хулиганство - 7-дневный срок;
- алименты и зарплата – 5-дневный;
- по всем остальным, в том числе по протестам прокурора, вносимым на президиум - 10-дневный;
- по надзорным делам - 20 дней;
- по делам 73 ст. УК - 5-дневный срок.

На территории Ненецкого национального округа в то же время, когда функционировал окружной суд и работали 4 народных суда: народный суд Большеземельского района, Канино-Тиманского района, Нижне-Печорского района и Амдерминского района. Судьи окружного суда назывались членами окружного суда или окрсуда, а судьи районных судов - народными судьями или нарсудьями.
По указанию Народного Комиссариата юстиции от 27 апреля 1930 года в колхозах и совхозах Ненецкого национального округа организовывались товарищеские суды. В их создании принимали участие суды округа.
В 1931 году решался вопрос об организации на территории Ненецкого национального округа госарбитража для целесообразного способа разрешения дел этой подсудности (из-за труднодоступности территории округа), но вопрос так и остался нерешенным.
Основная деятельность судов была ориентирована на борьбу со спекуляцией, бандитизмом, хулиганством, с преступлениями среди несовершеннолетних, фальшивомонетчеством, рассмотрение дел об убийствах детей, усиление борьбы с нарушениями и извращениями советских законов в области жилищных прав трудящихся, осуществление надзора над классовыми элементами «врагами народа» и строгого контроля за деятельностью нотариусов, на рост индустриализации Севера и социальной реконструкции сельского хозяйства на основе коллективизации. Во  время Великой Отечественной войны суды работали в рабочем режиме. В послевоенные годы окружной суд рассматривал крайне малое количество дел. Возможно, это и было одной из причин упразднения в 1960 году окружного суда.
На территории Ненецкого национального округа окружной суд проработал чуть более тридцати лет, и в связи с реорганизацией системы управления народным хозяйством Указом Президиума Верховного Совета РСФСР от 10 августа 1960 года он был упразднен, а его функции переданы Архангельскому областному суду.

### После 2000 года
6 декабря 2000 года Государственная Дума приняла Федеральный закон "О создании суда Ненецкого автономного округа". Закон 20 декабря 2000 года был одобрен Советом Федерации и 27 декабря 2000 года подписан Президентом Российской Федерации В.В. Путиным.
До вступления в силу указанного Федерального закона территория Ненецкого автономного округа находилась под юрисдикцией Архангельского областного суда, который осуществлял судебный контроль за работой единственного на территории округа суда - Нарьян-Марского городского суда.
В 2002 году назначен председатель суда Ненецкого автономного округа.
Первым председателем суда Ненецкого автономного округа была назначена О.К. Колесникова, работавшая судьёй Архангельского областного суда. Указ о её назначении Президент Российской Федерации подписал 27 апреля 2002 года. 10 октября 2003 года Указом Президента Российской Федерации № 1193 был утвержден состав президиума суда Ненецкого автономного округа в составе 4 членов.
Решением Высшей квалификационной коллегией судей Российской Федерации с 30 апреля 2008 года полномочия судьи-председателя суда Ненецкого автономного округа О.К. Колесниковой были прекращены в связи с её письменным заявлением об отставке. Указом Президента Российской Федерации № 455 от 24 апреля 2009 г. на должность председателя суда Ненецкого автономного округа на 6-летний срок полномочий назначен Е.А. Мартынов, работавший заместителем председателя Архангельского областного суда.

## Дворец правосудия
С 2002 года суд Ненецкого автономного округа располагался в арендуемом здании В 2008 году началось строительство здания суда Ненецкого автономного округа (подрядчики - ООО «Варандейнефтегазстрой» и ООО «Северо-Западная строительная компания») , которое завершилось  в 2013 году. С января 2014 года суд Ненецкого автономного округа размещается в новом здании Дворца правосудия в  городе Нарьян-Маре,  на улице Смидовича. В феврале 2011 года решением Арбитражного суда Архангельской области, в связи с ненадлежащим исполнением договорных обязательств, государственный контракт с ООО «Варандейнефтегазстрой» был расторгнут. По результатам проведенного в июне 2011 года нового аукциона победителем было признано ООО «Северо-Западная строительная компания».
Здание суда - трехэтажное, прямоугольной формы, с цокольным этажом, чердаком и собственной газовой котельной. Со стороны главного фасада часть здания - двухэтажная. Главный вход в здание расположен в центре фасада.  Конструкция стен: силикатный кирпич, утеплитель, облицовочный кирпич. Имеется система подсветки фасадов. Общая площадь здания 6939,6 квадратных метров. В здании шесть залов судебных заседаний.